# Parada Pajé
A Parada Pajé é uma parada ferroviária da Estrada de Ferro Campos do Jordão (EFCJ). Foi inaugurada em 1945 e atualmente encontra-se sem uso.
Localiza-se no município de Santo Antônio do Pinhal.

## História
A EFCJ foi idealizada pelos médicos sanitaristas Emílio Ribas e Victor Godinho, a fim de levar os acometidos pela tuberculose aos sanatórios da então Vila de Campos do Jordão, acelerando e providenciando mais conforto a um caminho anteriormente percorrido por sobre lombos de mulas.